# Extreme Rules (2018)
Extreme Rules (2018) – była to gala wrestlingu wyprodukowana przez federację WWE dla zawodników z brandów Raw i SmackDown. Odbyła się 15 lipca 2018 w PPG Paints Arena w Pittsburghu w stanie Pensylwania. Emisja była przeprowadzana na żywo za pośrednictwem WWE Network oraz w systemie pay-per-view. Była to dziesiąta gala w chronologii cyklu WWE Extreme Rules.
Na gali odbyło się dwanaście walk, w tym dwie podczas pre-show. W walce wieczoru, Dolph Ziggler obronił Intercontinental Championship pokonując Setha Rollinsa z wynikiem 5–4 w Iron Man matchu, który zakończył się w nagłej śmierci po przedłużeniu czasu. Był to pierwszy raz kiedy Intercontinental Championship był na szali w walce wieczoru pay-per-view od Backlash w kwietniu 2001 roku. W przedostatniej walce, AJ Styles obronił WWE Championship przeciwko Rusevowi. W innych ważnych walkach, Alexa Bliss obroniła Raw Women’s Championship przeciwko Nii Jax w Extreme Rules matchu, Bobby Lashley pokonał Romana Reignsa oraz Shinsuke Nakamura pokonał Jeffa Hardy’ego zdobywając United States Championship.

## Produkcja
Extreme Rules będzie oferowało walki profesjonalnego wrestlingu z udziałem wrestlerów należących do brandów Raw i SmackDown. Oskryptowane rywalizacje (storyline’y) są kreowane podczas cotygodniowych gal Raw i SmackDown Live. Wrestlerzy są przedstawieni jako heele (negatywni, źli zawodnicy i najczęściej wrogowie publiki) i face’owie (pozytywni, dobrzy i najczęściej ulubieńcy publiki), którzy rywalizują pomiędzy sobą w seriach walk mających budować napięcie. Kulminacją rywalizacji jest walka wrestlerska lub ich seria.

### Rywalizacje
Podczas gali Money in the Bank, AJ Styles obronił WWE Championship pokonując Shinsuke Nakamurę w Last Man Standing matchu. Dwa dni później podczas odcinka tygodniówki SmackDown Live odbył się gauntlet match o miano pretendenta do tytułu Stylesa. Pojedynek wygrał Rusev, który jako ostatniego wyeliminował The Miza.
Na gali Money in the Bank, Alexa Bliss wygrała żeński Money in the Bank ladder match i uzyskała kontrakt na walkę o mistrzostwo kobiet. Tej samej nocy zaatakowała Rondę Rousey podczas jej walki z posiadaczką WWE Raw Women’s Championship Nią Jax, po czym wykorzystała swój kontrakt i pokonała Jax w walce o mistrzostwo. Dobę później podczas odcinka Raw, Jax wykorzystała klauzulę rewanżową o walkę na gali Extreme Rules. Ponadto Rousey została (wedle scenariusza) zawieszona na 30 dni za atak na Bliss oraz generalnym menadżerze Kurcie Angle'u.
4 czerwca w odcinku Raw, The B-Team (Bo Dallas i Curtis Axel) wygrali tag team battle royal o miano pretendentów do tytułów WWE Raw Tag Team Championship będących w posiadaniu przez Matta Hardy'ego i Braya Wyatta. 25 czerwca na Raw, Axel pokonał Hardy'ego w singlowej walce. Tego samego dnia potwierdzono, że obydwa zespoły zawalczą ze sobą podczas gali Extreme Rules.
Na gali Money in the Bank, Carmella pokonała Asukę i obroniła WWE SmackDown Women’s Championship dzięki pomocy ze strony powracającego Jamesa Ellswortha. Dwa dni później w odcinku SmackDown Live Carmella wygłosiła celebracyjną przemową i zaatakowała w ringu Asukę. 26 czerwca w odcinku SmackDown Live, generalna menadżerka brandu SmackDown Paige ogłosiła organizację rewanżu o mistrzostwo podczas gali Extreme Rules.
Przed rozpoczęciem gauntlet matchu o miano pretendenta do WWE Championship, Daniel Bryan przeszedł obok posiadaczy WWE SmackDown Tag Team Championship The Bludgeon Brothers (Harpera i Rowana). Po tym jak Bryan wyeliminował z walki Big E i Samoa Joe, The Bludgeon Brothers powrócili do ringu i zaatakowali go, dzięki czemu Miz mógł go przypiąć i wyeliminować ze starcia. 26 czerwca w odcinku SmackDown Live powrócił Kane, który przybył na pomoc Bryanowi podczas ataku na nim przez The Bludgeon Brothers, tym samym reaktywując zespół Team Hell No. Generalna menadżerka Paige ogłosiła, że obydwa zespoły zawalczą ze sobą o mistrzostwo podczas gali Extreme Rules.

## Lista walk
| Nr                                                                   | Wyniki | Stypulacje | Czas  |
| -------------------------------------------------------------------- | --- | --- | ----- |
| 1P                                                                   | Andrade "Cien" Almas (z Zeliną Vegą) pokonał Sin Carę                                                                | Singles match | 7:00  |
| 2P                                                                   | Sanity (Alexander Wolfe, Eric Young i Killian Dain) pokonali The New Day (Big E, Kofiego Kingstona i Xaviera Woodsa) | Tables match | 8:00  |
| 3                                                                    | The B-Team (Bo Dallas i Curtis Axel) pokonali Matta Hardy’ego i Braya Wyatta (c)                                     | Tag team match o WWE Raw Tag Team Championship                                                                         | 8:00  |
| 4                                                                    | Finn Bálor pokonał Barona Corbina                                                                                    | Singles match | 8:20  |
| 5                                                                    | Carmella (c) pokonała Asukę                                                                                          | Singles match o WWE SmackDown Women’s Championship James Ellsworth został zamknięty w klatce i powieszony nad ringiem. | 5:25  |
| 6                                                                    | Shinsuke Nakamura pokonał Jeffa Hardy’ego (c)                                                                        | Singles match o WWE United States Championship                                                                         | 0:06  |
| 7                                                                    | Kevin Owens pokonał Brauna Strowmana                                                                                 | Steel Cage match | 8:05  |
| 8                                                                    | The Bludgeon Brothers (Harper i Rowan) (c) pokonali Team Hell No (Daniela Bryana i Kane'a)                           | Singles match o WWE SmackDown Tag Team Championship                                                                    | 8:20  |
| 9                                                                    | Bobby Lashley pokonał Romana Reignsa                                                                                 | Singles match | 14:50 |
| 10                                                                   | Alexa Bliss (c) (z Mickie James) pokonała Nię Jax (z Natalyą)                                                        | Extreme Rules match o WWE Raw Women’s Championship                                                                     | 14:50 |
| 11                                                                   | AJ Styles (c) pokonał Ruseva (z Aidenem Englishem)                                                                   | Singles match o WWE Championship                                                                                       | 18:18 |
| 12                                                                   | Dolph Ziggler (c) (z Drew McIntyre’em) pokonał Setha Rollinsa z wynikiem 5–4, nagła śmierć po przedłużeniu czasu     | 30-minutowy Iron Man match o WWE Intercontinental Championship                                                         | 30:14 |
| (c) – mistrz/mistrzyni przed walkąP – walka miała miejsce w pre-show | | |       |

### Iron Man match
| Wynik | Wrestler      | Decyzja         | Notka                                                         | Czas  |
| ----- | ------------- | --------------- | ------------------------------------------------------------- | ----- |
| 0–1   | Seth Rollins  | Przypięcie      | Ziggler został przypięty po otrzymaniu Turnbuckle powerbomb   | 4:35  |
| 0–2   | Seth Rollins  | Przypięcie      | Ziggler został przypięty po otrzymaniu The Stomp              | 8:00  |
| 0–3   | Seth Rollins  | Dyskwalifikacja | McIntyre zaatakował Rollinsa                                  | 11:00 |
| 1–3   | Dolph Ziggler | Przypięcie      | Rollins został przypięty po otrzymaniu Claymore od McIntyre’a | 11:25 |
| 2–3   | Dolph Ziggler | Przypięcie      | Rollins został przypięty po otrzymaniu Superkick              | 12:10 |
| 3–3   | Dolph Ziggler | Przypięcie      | Rollins został przypięty po otrzymaniu Zig Zag                | 12:20 |
| 4–3   | Dolph Ziggler | Przypięcie      | Rollins został przypięty po uderzeniu przedramieniem          | 14:20 |
| 4–4   | Seth Rollins  | Przypięcie      | Ziggler został przypięty ruchem roll-up                       | 26:55 |
| 5–4   | Dolph Ziggler | Przypięcie      | Rollins został przypięty po otrzymaniu Zig Zag                | 30:10 |